# 瑪麗醫院

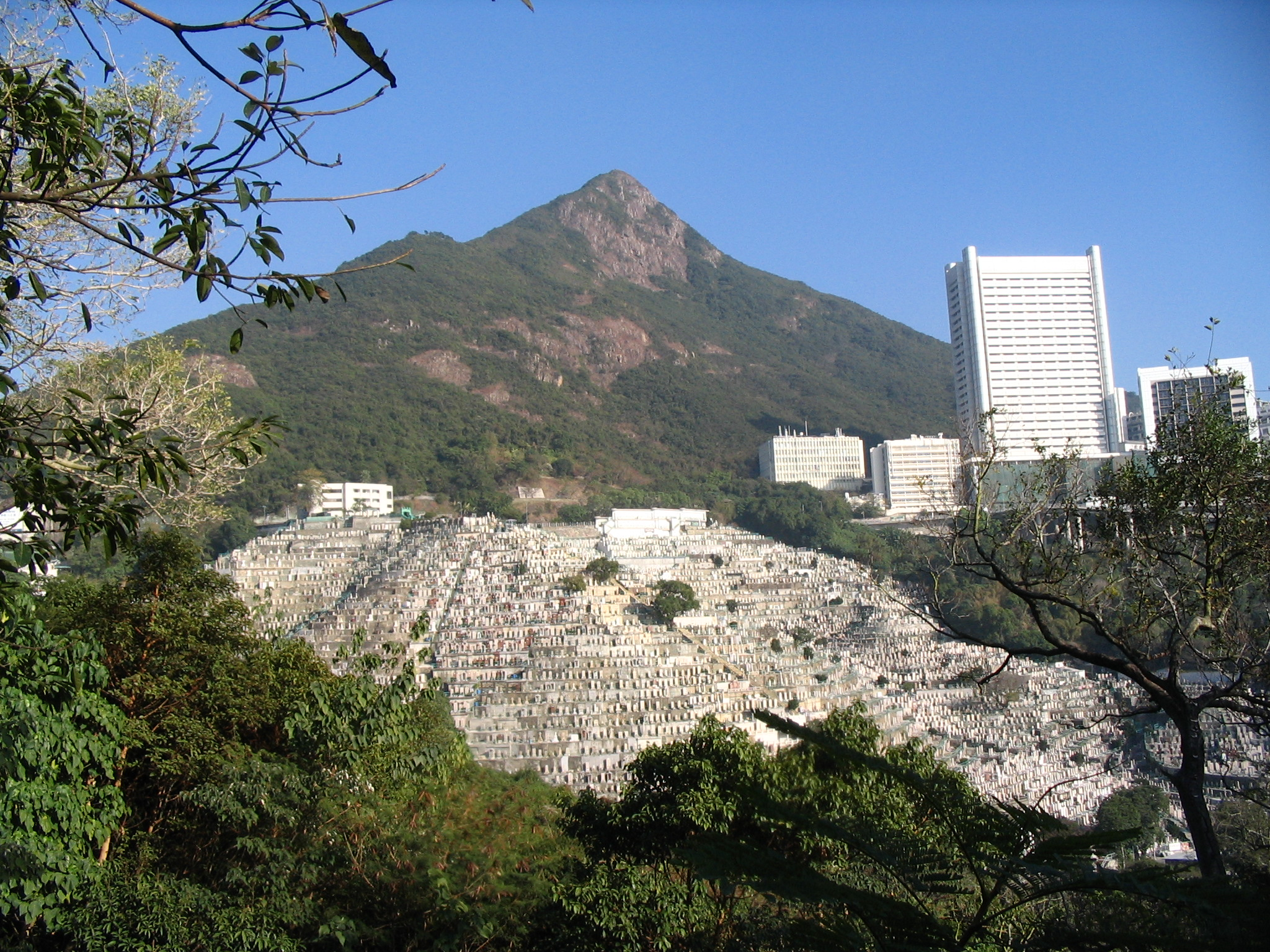
西高山下的瑪麗醫院和香港華人基督教聯會薄扶林道墳場

瑪麗醫院（英語：Queen Mary Hospital）是一所位於香港香港島南區西高山的大型公立綜合醫院，並提供24小時急症服務，也是香港兩所教學醫院之一，為香港大學醫學院教學醫院。該院於於1937年4月13日啟用，是當時香港以至遠東地區規模最大的醫院之一。醫院以英皇佐治五世皇后特克的瑪麗（Mary of Teck）命名。
瑪麗醫院由醫院管理局管理，隸屬港島西聯網，為聯網中的龍頭醫院及專科轉介中心。全醫院共有約1,440張床位及逾3,800名職員。該院設有24小時急症室服務、外科、器官移植、兒科、各類專科及復康護理服務。

## 歷史
1925年，港督金文泰上任，致力改善香港的公營醫療服務。1929年9月，位於何文田亞皆老街的公立醫院九龍醫院開始啟用，金文泰亦於同年宣佈於香港島興建一所規模更大的醫院，以代替興建了超過半世紀、位於西營盤的國家醫院（現西營盤賽馬會分科診所）。新醫院選址薄扶林道與沙宣道對上的西高山山腰，面對西博寮海峽，環境清幽景色宜人。瑪麗醫院於1934年正式開始興建，因資金不足，延至1937年4月13日正式落成啟用，由繼任港督郝德傑主持開幕儀式。醫院啟用後，國家醫院與域多利醫院陸續停辦。
瑪麗醫院落成時為遠東地區規模最大的醫院，H型的7層主建築物共分為6個翼，啟用同年起亦成為香港大學的醫科生臨床實習及教授的地方。香港日佔時期，醫院曾被日軍佔領和徵用作為軍用醫院。1945年10月1日，即香港重光後一個多月，瑪麗醫院便開始重新投入運作。由1955年開始，醫院經歷多次的擴建，其中以1960年代及1980年代的規模最大。1959年大學病理大樓落成，初時樓高3層，及後加至5層；1974年臨床病理大樓落成；1980年落成的K座高達137米（28層），曾是全亞洲最高和全球第二高的醫院建築物，直到養和醫院李樹培院擴建工程完工才被超越；但目前仍是全球第12高醫院建築物。同年，政府計劃斥資2.5億港元，進一步擴建瑪麗醫院，包括拆卸職員宿舍、急症室後方的餐廳等，並興建一座20層樓高的兒科大樓，預計1983年至1984年間完工。其後擴建工程拖延至1983年才獲得政府撥款6億港元，分為三期，第一期工程興建六層高平台，並設有一棟23層高的建築物，每層面積1200平方米。第二期工程是在醫院餐廳位置興建十層高的建築物，每層面積約600平方米，工程於1985年展開，預計1987年建成。第三期擴建預計於1987年以後興建，不過最後工程一直拖延至1990年9月才陸續完工，其中香港大學精神科大樓（即J座）更拖延至1991年11月14日才啟用。S座則於2001年建成。截至2005年，瑪麗醫院已經擁有共14座建築物。
醫院不同部分經過多次拆卸改建，建院初期的建築物至今只剩下主樓及護士宿舍A座。主樓樓高八層，以新古典主義風格為設計。護士宿舍A座樓高六層，亦是以新古典主義風格為設計，以鋼構架建築，建築物的材料是在水泥外鋪上「批盪」，效果看起來像是用石砌出來的；內部的木樓梯、木門、及地板仍在使用。瑪麗醫院於2007年向政府申請拆卸護士宿舍A座，以興建急症、創傷暨心臟服務中心，但建築署評估後認為有極高歷史文物價值，不可清拆，當局須另覓地點興建大樓。
2011年年初，全港首間移植及免疫遺傳學部化驗室於瑪麗醫院開幕。3月11日，瑪麗醫院公布取得為期4年的澳洲醫療服務標準委員會（ACHS）評核認證。

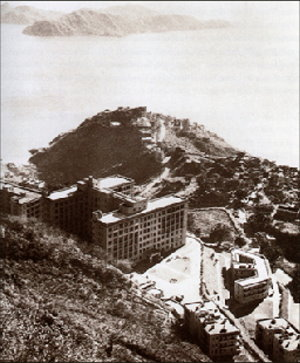
1947年的瑪麗醫院
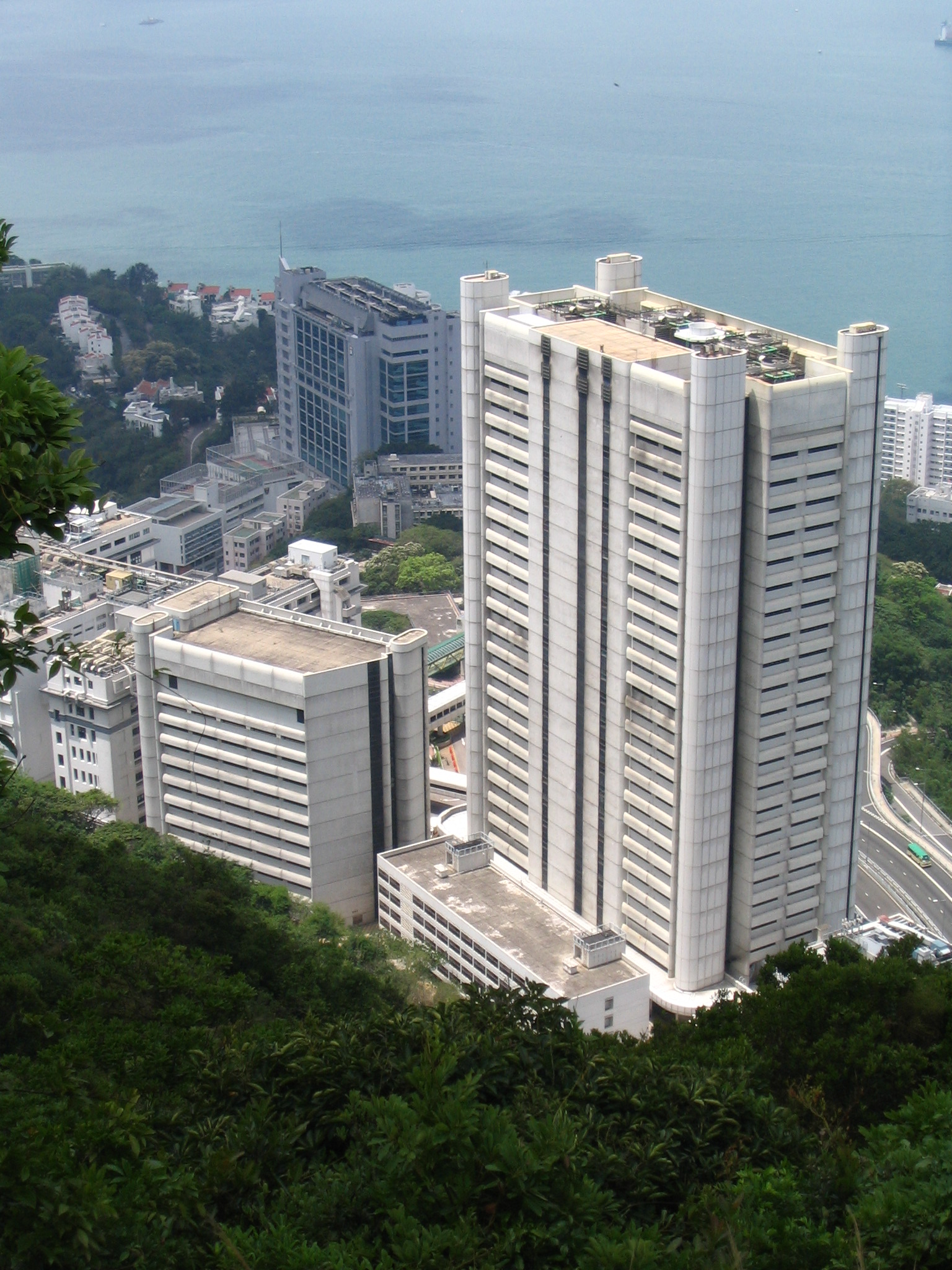
2008年的瑪麗醫院
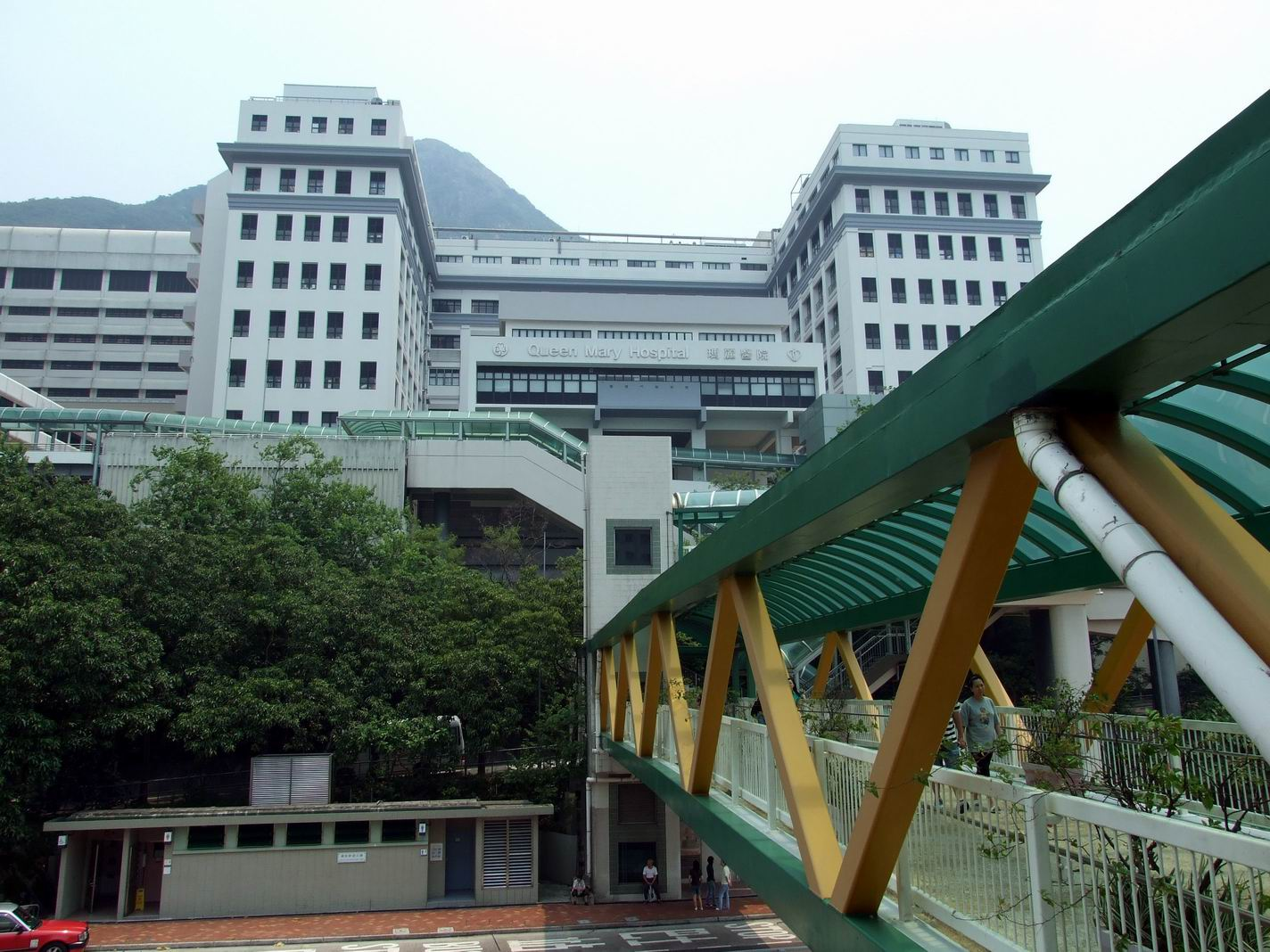
瑪麗醫院主樓
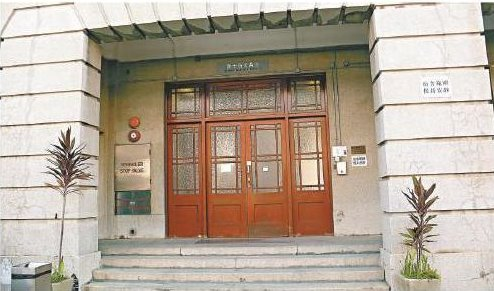
瑪麗醫院護士宿舍正門
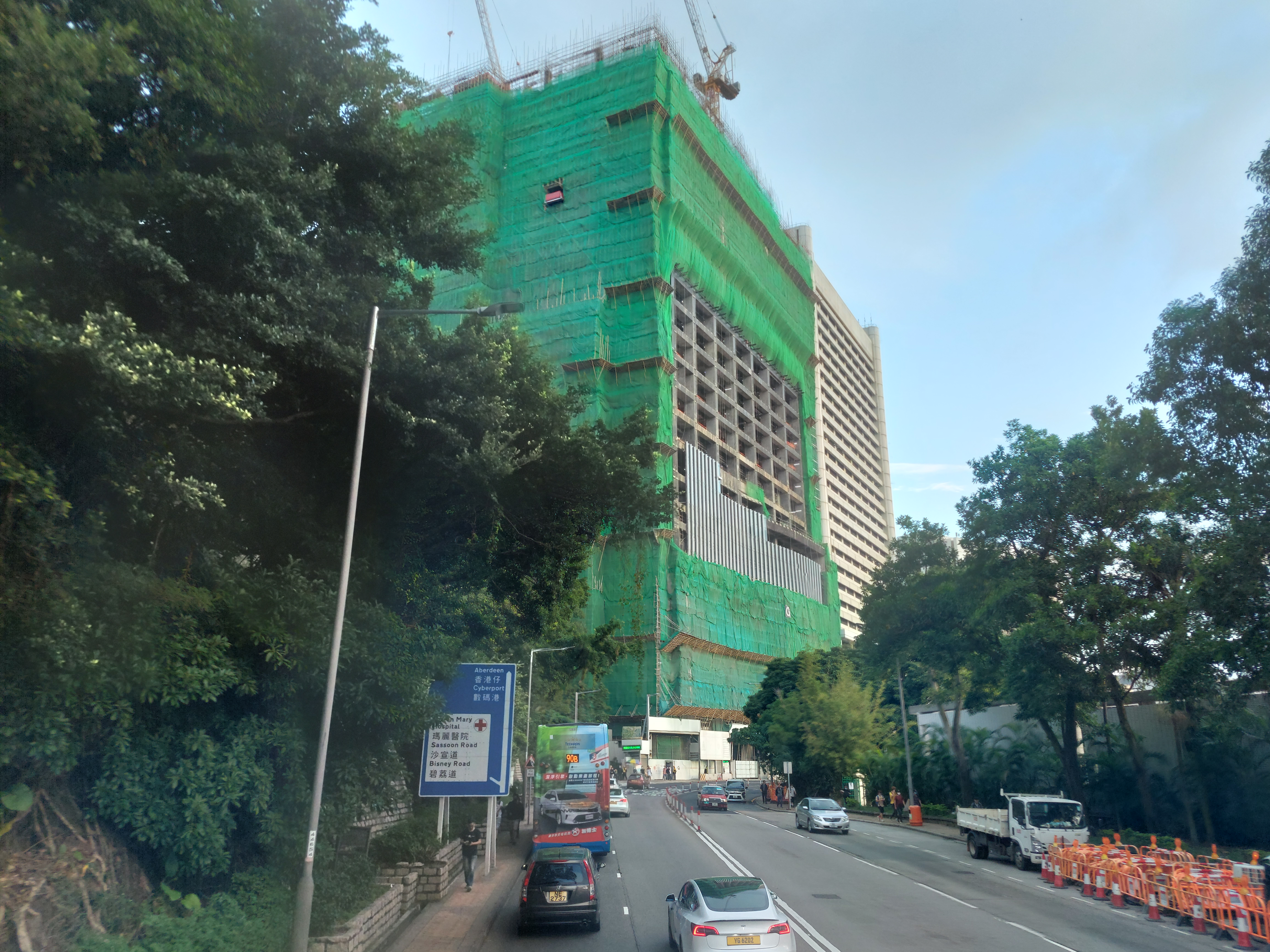
正在興建的新大樓「臨床大樓1」（2022年11月）

### 重建計劃
2011年，瑪麗醫院肝臟移植中心主管盧寵茂醫生質疑瑪麗醫院十分殘舊，是第三世界醫院，急需重建。其後亦有不少人發現香港其他醫院，比如廣華醫院、基督教聯合醫院等同樣殘舊，同樣需要重建。
瑪麗醫院大部分建築物落成至今已經有相當長的時間，需要考慮重建瑪麗醫院或額外撥地興建教學醫院。醫院管理局已經就重建瑪麗醫院的建議提交予政府考慮，政府原則上接納了重建計劃。有待醫院管理局進行前期策劃工作，以確定工程計劃的技術可行性。分階段將瑪麗醫院更新為一所現代化的醫療科學中心，以應付社會對臨床服務和教學日益增加的需求。
在2012年至2013年度香港政府財政預算案，政府宣佈會在2012年年內展開瑪麗醫院及廣華醫院的重建計劃，以提升瑪麗醫院急症室和心臟科的服務。瑪麗醫院將會分4期，合共約10年完成重建，預計須要68億港元。首階段工程包括拆卸醫療輔助倉庫，以及擴闊道路，預計心臟科及癌症中心等將於2016年竣工；第二及第三階段的工程，分別是加強急症室、手術室及心臟科的服務。
2012年，瑪麗醫院向職員發放最新重建資訊，提及原來重建方案在醫院南面，包括拆卸教授樓、新教授樓、癌症中心、行政樓、護士學校、護士宿舍B座及具有爭議性的護士宿舍A座；然而，此方案未能夠根治多項局限瑪麗醫院未來發展的問題。醫院管理局和港島西聯網的規劃小組其後探討發展醫院北面的概念設計，即拆卸臨床病理大樓和醫生宿舍，把重建核心場向北移動，醫院管理局總部和建築署目前正在評估最新概念的可行性。根據最新建議，為將瑪麗醫院的重建重心向北移動，拆卸兩座病理大樓和醫生宿舍共3座樓，不但可以使重建工程加快40個月完成、擴大樓面面積，更可以保留具有76年歷史、屬於二級歷史建築的護士宿舍A座；此外，再將兩座病理大樓附近的K座擴建為超級K座，比起現時的K座樓面而積多逾一倍，令到所有手術室可以同處一層，而整座急症室則可以設立於地面，不用再分散；另外，亦考慮於薄扶林道近西環方向多興建一條道路。就此，醫院管理局發出了標書物色顧問進行評估，包括例如拆卸病理大樓、病理大樓內的化驗室和殮房等，可以在哪裡再安置，以及化驗室服務如何不會受到影響。2014年，在瑪麗醫院11名醫生聯署敦促下，立法會通過第一階段的遷移性重建撥款。
瑪麗醫院第一期重建工程延至2017年才展開，工程包括拆卸兩座病理大樓及醫生宿舍。2018年5月，立法會財務委員會批准斥資135.56億港元在拆卸的原址興建一座新醫院大樓，預算2023年完成重建，而工程由安保-保華聯營承建。重建期間的病理工作暫時搬到南面的空置職員宿舍。該空置職員宿舍改建完成後命名為T座。最終瑪麗醫院重建工程列入醫院管理局旗下十年醫院發展計劃之一，2018年5月獲得香港立法會財務委員會撥款，同年10月主要工程展開。
重建後的瑪麗醫院新大樓命名為「臨床大樓1」，將會加入24小時運作的緊急樓層，為大型急症及嚴重病症治療區，當中包括急症室、深切治療部等，主要集合心臟、心肺移植、心胸和神經外科治療專科，用以即時處理嚴重病症。此舉可以大幅度地減省運送病人及施行手術程序的時間。

## 服務範圍
- 24小時急症室服務
- 一級創傷中心
- 麻醉科
- 鼻科及睡眠科
- 耳科
- 喉科
- 兒童耳鼻喉科
- 頭頸外科
- 心臟暨胸肺麻醉科
- 心臟暨胸肺外科
- 腫瘤科
- 內科
- 微生物科
- 腦外科
- 婦產科
- 口腔頷面外科
- 牙科
- 眼科
- 矯形及創傷外科
- 心臟科
- 兒童及青少年科
- 病理及臨床生化學科
- 精神科
- 放射科
- 外科
- 乳腺外科
- 心胸外科
- 結腸直腸外科
- 內分泌外科
- 食管胃腸外科
- 頭頸外科
- 整形外科
- 肝膽胰外科
- 肝移植
- 腦外科
- 耳鼻喉科
- 小兒外科
- 泌尿科
- 血管外科
- 心臟科
- 臨床藥理學
- 內分泌及糖尿科
- 腸胃及肝臟科
- 老人科
- 血液科
- 內科腫瘤科及造血幹細胞移植
- 腎臟科
- 腦神經科
- 呼吸系統科
- 風濕及臨床免疫科

## 出生名人
- 梁振英，前香港特首，1954年8月12日[34]，大紫荊勳賢，GBS，JP

- 俞箐樺，俞正聲曾孫女
- 蔡筱樺，蔡奇孫輩
- 梁司渝，梁錦松之女
- 陳百強，香港歌手和演員，1958年9月7日[35]
- 姜濤，香港藝人。

## 逝世名人
- 謝雨川，商家及立法局議員，1976年5月18日，78歲[36]，OBE，JP
- 陳百強，歌手，1993年10月25日，35歲[37]
- 林嘉成，英皇御准香港賽馬會見習騎師，1994年5月7日，20歲 [38]。
- 胡振中，天主教香港教区主教，2002年9月23日，77歲[39]
- 羅文，歌手，2002年10月18日，57歲[40]
- 張國榮，歌手及演員，2003年4月1日，46歲[37]
- 林振強，作家和作曲家，2003年11月16日，54岁
- 林百欣，企業家，2005年2月18日，90歲[41]
- 羅國洲，香港賽馬會前騎師和練馬師, 2007年5月17日，49歲
- 徐四民，前中国政协常委，2007年9月9日，93歲[42]
- 沈殿霞，演員，2008年2月19日，62歲[37]
- 許淇安，警務處處長，2009年5月3日，65歲
- 陳棣榮，前皇家香港輔助警察隊總監，2010年5月31日，76歲
- 喬治·圖普五世，汤加國王，2012年3月18日，63歲[43]
- 羅明珠，演員，「開心少女組」成員，2016年5月27日，47歲[44]
- 李君夏，香港警队第一位华人处长，2017年1月23日，80歲[45]
- 葉繼歡，香港賊王，2017年4月19日，55歲[46]
- 林燕妮，有「香江才女」、「香江淑女」之稱，2018年5月31日，75歲[47][48][49][50][51]（另外，有報道指她於養和醫院逝世[52]）
- 王敏剛，香港企業家，2019年3月11日，70歲[53]
- 宋玉生，澳門政治人物，1992年4月20日，63歲
- 李玟，香港著名女歌手，2023年7月5日，48歲

## 組織架構
港島西醫院聯網總監和瑪麗醫院
- 行政總監：
  - 李德麗 醫生

醫院管治委員會
- 主席：
  - 彭耀佳 先生，SBS，JP
- 委員：
  - 康諾恩 博士
  - 梁卓偉 教授，GBS，JP
  - 陳捷貴 先生，BBS，JP
  - 余嘯天 先生，BBS，JP
- 增選委員：
  - 鄺永銓 先生
  - 李子建 教授，JP
  - 勞建青 先生
  - 嚴嘉洵 女士

## 軼事
- 該醫院是電視劇《On Call 36小時》的主要拍攝場地。
- 1989年8月4日，葉繼歡在赤柱監獄服刑期間訛稱腹痛，被押往瑪麗醫院J座9樓羈留病房檢查，其間葉突然表示內急須去廁所。葉在廁所找來兩個玻璃瓶，打破其一作武器，之後雙手各執玻璃樽衝出指嚇兩名懲教人員，並衝出醫院大門。適逢一輛客貨車停在醫院門口，他強行登車挾持37歲客貨車司機及其6歲兒子，威迫司機開車載他離去，途中又逼令司機把衣服及波鞋脫下讓他換上，葉在黃竹坑下車轉乘巴士逃逸。巧合的是在2017年4月19日凌晨1時2分，他卻因末期肺癌，病逝於瑪麗醫院J9病房。
- 2012年3月18日湯加國王喬治·圖普五世在此醫院駕崩[54][55]。

## 病房分佈
- 羈留病房（懲教署，J座9樓）
- 急症室（A座地下）

## 外部連結
- 瑪麗醫院 （页面存档备份，存于）（英文）
- 醫管局：瑪麗醫院 （页面存档备份，存于）
- 瑪麗醫院重建工程第一期 （页面存档备份，存于）